# Ghiacciai dell'Antartide

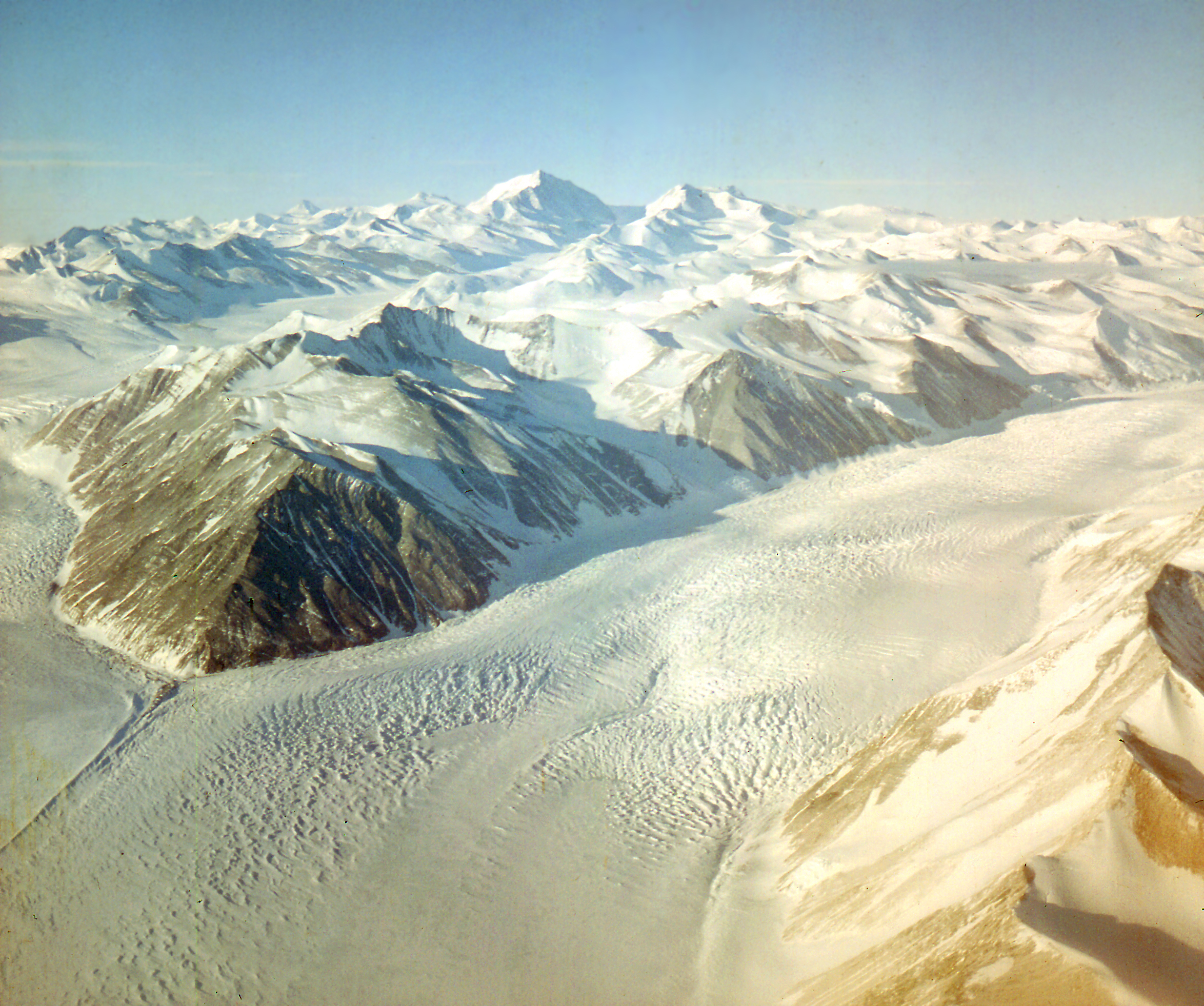
Vista aerea del ghiacciaio Beardmore nel 1956.

Essendo i ghiacciai dell'Antartide molto numerosi, sono state create due liste che li raggruppano in base alla lettera iniziale del nome. Le due liste non includono le calotte di ghiaccio, le cappe di ghiaccio e i campi di ghiaccio, bensì includono le formazioni glaciali che sono definite dai loro flussi. Queste liste includono quindi ghiacciai di sbocco, ghiacciai vallivi, ghiacciai di circo, ghiacciai di bassa costa e flussi di ghiaccio. Questi ultimi sono da considerarsi a tutti gli effetti un tipo di ghiacciaio, tant'è che molti di loro hanno la parola "ghiacciaio" nel loro nome, uno su tutti il ghiacciaio Pine Island (così chiamato in onore della USS Pine Island (AV-12)).
Nella lista non sono inoltre incluse le piattaforme di ghiaccio, elencate in un'altra apposita lista.
Va inoltre specificato che i ghiacciai qui elencati sono quelli che si trovano ad una latitudine maggiore di 60°S, ossia oltre la latitudine che, stando al Trattato Antartico, delimita l'Antartide.

## Liste per iniziale
- Ghiacciai dell'Antartide (A-H)
- Ghiacciai dell'Antartide (I-Z)